# Горакова, Ева
Ева Горакова (чеш. Eva Horáková, в девичестве Немцова; родилась 3 декабря 1972 года в Праге, Чехословакия) — чешская баскетболистка, которая выступала в женской национальной баскетбольной ассоциации. Она была выбрана на драфте ВНБА 1997 года в первом раунде под общим четвёртым номером командой «Кливленд Рокерс». Играла на позиции форварда.

## Биография
Баскетбольную карьеру начала в возрасте 18 лет. В 1992 году в составе женской сборной Чехии по баскетболу участвовала в летних Олимпийских играх, где заняла шестое место. В 1997 году была выбрана на драфте ЖНБА клубом «Кливленд Рокерс», в котором провела последующие пять сезонов. В 1997 году включалась в первую сборная всех звёзд WNBA, а в 1998 — во вторую. Во время сезона ЖНБА 2000 года установила рекорд ассоциации, попав подряд 66 свободных бросков. Является девятой баскетболисткой ЖНБА, набравшей 1000 очков за карьеру.
В 2005 году в составе сборной Чехии завоевала золотую медаль на чемпионате Европы.